# تقطير مرتد
إعادة سريان أو التقطير المرتد في الكيمياء (بالإنجليزية:Reflux) هي طريقة تكثيف البخار وإعادت البخار المكثف إلى الوعاء الأصلى الذي أنتج البخار، وهي طريقة تستخدم في التقطير بغرض تحسين الأداء. تستخدم تقنية إعادة السريان سواء في المعامل الصغيرة أو على النطاق الصناعي وخاصة في تكرير البترول. كما تستغل التقنية أيضا في الأنظمة الكيميائية لاعادة سريان الحرارة (أو إعادة سريان جزء من الطاقة) إلى الخزان الذي يتم فيه التفاعل للحفاظ على إمداده بالطاقة عبر زمن طويل، قد يكون عدة أيام.

## إعادة السريان في التقطير

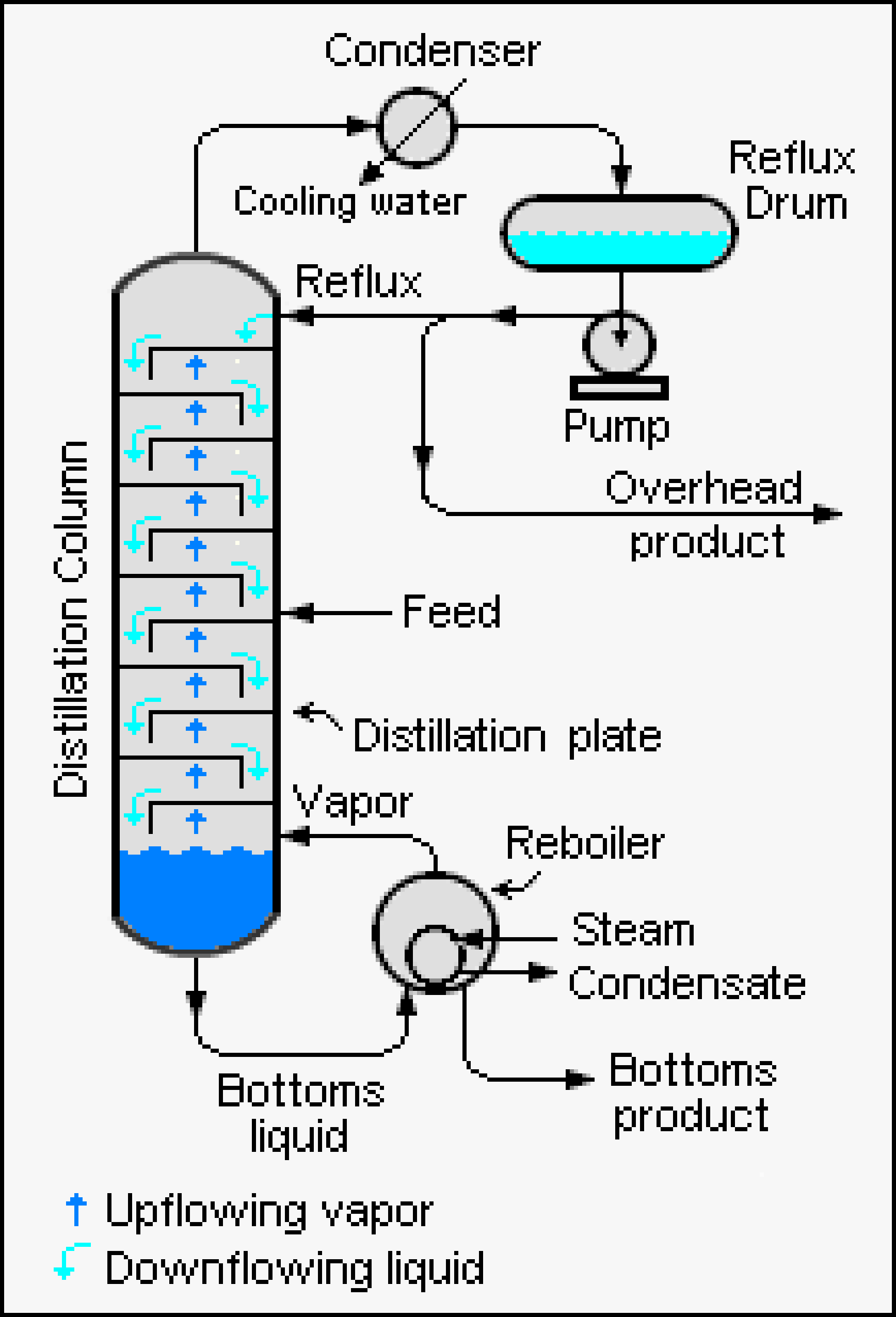
رسم توضيحي لبرج التقطير وترى طوابق التقطير (أحمر) وإعادة السريان reflux.

تستعمل تقنية إعادة السريان في الصناعة كثيرا، وبصفة خاصة صناعات التقطير الجزئي التي تعتمد على ابراج التقطير أو أعمدة التقطير مثل تكرير البترول وصناعات البتروكيماويات، والمصانع الكيميائية وفي مصانع معالجة الغاز الطبيعي.
وتعني تلك التقنية إعادة جزء من السائل الموجود في أعلى برج التقطير إلى البرج في المنطقة العليا منه كما هو مبين في الرسم. وعندما يسيل هذا السائل الناتج عن التكثيف فإنه يعمل على تبريد وتكثيف الابخرة الصاعدة من أسفل العمود إلى أعلاه، ويزيد بذلك كفاءة عملية التكثيف.
وكلما زادت إعادة السريان في وجود عدد من الطوابق داخل برج التقطير، كلما تحسن الفصل بين السوائل ذات درجة غليان منخفضة عن السوائل ذات درجة غليان مرتفعة. ومن وجهة أخرى فإن زيادة إعادة السريان تعمل على خفض عدد طوابق الفصل (التقطير) داخل البرج. أي أن ذلك يوفر أيضا في عدد طوابق التقطير اللازمة للمصنع عند تصميمه وبنائه.

## عدد طوابق التقطير
صاغ العالم الألماني فينسك معادلة لتحديد عدد الطوابق اللازمة نظريا لعملية فصل سائلين في برج للتقطير، وهي تسمي معادلة فينسك.

## اقرأ أيضا
- معادلة فينسك
- تقطير جزئي
- تقطير النفط
- تقطير إتلافي
- تقطير جاف
- تقطير بالبخار